# Barnstable (Massachusetts)
Barnstable város az USA Massachusetts államában, Barnstable megyében, melynek megyeszékhelye is. Lakosainak száma 48 916 fő (2020. április 1.).

## Népesség
A település népességének változása:
| Lakosok száma | 4301 | 45 193 | 48 916 |
|               | 1840 | 2010   | 2020   |